# فرکانس لارمور

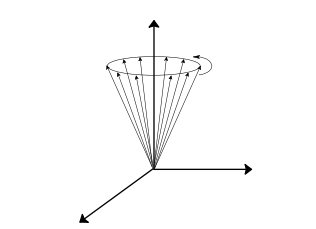
نمایی از شکل‌وططرح‌وارهٔ فرکانس تقدم لارمور

فرکانس لارمور کمیتی است در فیزیک، علوم هسته‌ای و فیزیک پلاسما، و  در کاربردهایی مانند تشدید مغناطیسی هسته مثل ام آر آی.
یک تکانه مغناطیسی دارای یک بردار عمود بر جهت چرخش است. در میدان مغناطیسی نیرویی به آن وارد می‌شود که بر جهت این بردار و میدان عمود است. سرعت زاویه حاصل دارای بسامدی است که بسامد لامور است.